# Hélène Cazès-Benatar
Hélène Benatar, née Hélène Cazès le 27 octobre 1898 et morte le 7 juillet 1979, est une avocate juive marocaine et une militante des droits humains. Elle est la première avocate femme du Maroc. Pendant la Seconde Guerre mondiale, elle a organisé l'aide en Afrique du Nord pour les réfugiés juifs fuyant le régime nazi.

## Biographie

### Famille et jeunesse
Rachel Hélène Cazès est née à Tanger le 27 octobre 1898, fille d'Amram Cazès et de Miriam Nahon. Son père est un homme d’affaires et l’assistant du consul du Brésil. Elle est la deuxième d'une fratrie de cinq enfants. Sa famille l’appelle Nelly. 
Elle étudie à l’école des filles de l’Alliance israélite universelle de Tanger. Sa famille s'installe à Casablanca, en 1917, dans la cité portuaire en plein développement. Elle continue ses études au lycée de filles de cette ville et y obtient le baccalauréat. Elle effectue des études de droit à la faculté de Bordeaux, suivies par correspondance. 

### Avocate
Inscrite au barreau de Casablanca, elle devient la première femme avocat du Maroc,.
Hélène Cazès épouse Moïse Benatar en 1920. Elle a 22 ans. Moïse Benatar est également un homme d’affaires. Ils ont trois enfants. Elle s’investit dans la vie de la communauté juive marocaine dans des associations d’aides aux familles les plus défavorisées. Elle est une des fondatrices de la WIZO (Women’s International Zionist Organization ou Organisation internationale des femmes sionistes). Elle anime des conférences sur la Palestine sous mandat britannique et sur le sionisme, en mettant en exergue le rôle des femmes. En 1937, elle devient la vice-présidente locale de l’Alliance israélite universelle, dont son mari est président. Celui-ci meurt en janvier 1939.
Courant novembre 1938, elle rencontre de premiers réfugiés juifs européens dans la zone portuaire de Casablanca, des réfugiés juifs allemands. 

### Seconde Guerre mondiale
La Seconde Guerre mondiale éclate en cours d’année 1939, augmentant le nombre de réfugiés. Elle abandonne temporairement sa carrière d’avocate pour se consacrer à l’aide de ces réfugiés. Elle se porte volontaire auprès de la Croix-Rouge à Casablanca. Elle organise des aides pour les réfugiés, en tant que fondatrice et première présidente du Comité marocain d'aide aux réfugiés qui dispose de trois camps de secours à Casablanca.  Elle devient la représentante de l’American Jewish Joint Distribution Committee de New York. Elle s’efforce également de protéger les juifs marocains, soumis aux lois racistes du régime de Vichy. Le débarquement américain au Maroc, le 8 novembre 1942, fait sauter l’autorité du régime de Vichy sur le Maroc, malgré l'intermède engendré par l'arrivée de François Darlan au « Haut-Commissariat de France en Afrique ». Mais il faut attendre la prise de contrôle de l'Afrique du Nord par le général de Gaulle aux dépens du général Giraud durant l'été 1943 pour que les lois antisémites de Vichy soient abolies.

### De 1945 à 1958
Après la guerre, la proclamation de l'État d'Israël, le 14 mai 1948, provoque des émeutes anti-juives les 7 et 8 juin suivants à Oujda et Jérada. L’indépendance du Maroc est reconnue en fin d’année 1955, ce qui met fin au système de protectorat colonial français.
Durant ces années 1950, elle aide des réfugiés juifs à se réinstaller en Israël. Tout en reprenant ses activités d’avocate, elle se rend aux États-Unis pour donner des conférences en 1953 et 1954, et collecter des fonds. Elle devient la représentante nord-africaine du Congrès juif mondial. Elle rédige les rapports sur Tanger, le Maroc français et le Maroc espagnol pour l'American Jewish Year Book de 1955. 
En 1958, le Maroc devient membre de la Ligue arabe, et le discours du pouvoir vis-à-vis de la communauté juive devient de plus en plus hostile. 

### De 1958 à 1979
Hélène Cazès-Benatar s'installe à Paris en 1962, n'ayant plus le droit d'exercer au Maroc après l'indépendance. Elle reste active au sein de l’association des juifs du Maroc. Elle en devient présidente en 1965, pendant quelques années. Elle meurt à Paris en 1979, à l'âge de 80 ans. Certaines de ses archives personnelles sont conservées aux Archives centrales pour l'histoire du peuple juif (Central Archives for the History of the Jewish People  ou CAHJP) à Jérusalem.